# 完乗
完乗（かんじょう）とは、交通機関が営業する、全ての路線に乗車・搭乗する完全乗車の略語。
路線図・地図の塗り潰しになぞらえて、乗り潰しともいう。
英語圏では"complete riding"と表現される。完乗とは多少ニュアンスが異なるが、ニューヨーク市地下鉄の最短時間全線乗車（早回り）は"Subway Challenge"（en）、ロンドン地下鉄の最短時間全線乗車は"Tube Challenge"（en）と呼ばれる。
日本語の書籍においては、他国の鉄道に関しても「完乗」という表現を用いることがある。

## 日本の鉄道路線の完乗

### 完全乗車の類型
日本の鉄道路線の完全乗車を指し以下の様な事例がある。
- 日本国内の鉄道全路線の完全乗車[1]
- 旧日本国有鉄道・ JR路線の完全乗車
- 私鉄・公営鉄道の事業者毎の完全乗車[2]
- 一定の路線や地域を対象とする完全乗車[6]
- 長距離運行される列車の始発駅から終着駅までの完全乗車[7]

### 国鉄・JR線
1979年（昭和54年）に刊行された石野哲の『時刻表名探偵』（日本交通公社）によれば、当時確認できた限りで最初の国鉄完乗者は、1959年（昭和34年）8月29日に富内線振内駅（当時の富内線終着駅）到着で達成した後藤宗隆である。後藤は雑誌『旅』（日本交通公社）1980年（昭和55年）8月号に「国鉄完乗第一号」と題した手記を寄稿している。後藤によると、当時同様な記録達成の目論見を抱いていた者は複数存在した模様であったが、1950年代 - 1960年代の日本ではローカル線を中心に国鉄新路線の建設が未だ盛んであり、日本各地での散発的な新線開通で「乗り残し」をフォローすることが容易でなかった。ただ、1959年（昭和34年）7月15日の紀勢本線全通から約8か月間新線の開業がないことを知り、この時期をチャンスとみて完乗にこぎつけたという。当時慶應義塾大学生だった後藤は、NHK在職の知人から依頼を受け、完乗達成から2日後に帰京したその足で（生放送だった）総合テレビの『私の秘密』に「国鉄全線走破第一号」として出演している。
石野によると、1962年（昭和37年）11月に2人目の完乗者が現れ、その後1979年（昭和54年）3月までに確認できただけで、36人が完乗したという。後藤のあと、「完乗者」がマスコミに取り上げられる機会がなかったわけではないが、社会的に広く知られてはいなかった。石野、後藤などの文献に見られる範囲では、1970年代中期までは国鉄路線の全線乗車について「完乗」という略語表現は見受けられず、「全線走破」という表現の方がより一般的であった模様である。
国鉄完乗が脚光を浴びたのは、1978年（昭和53年）7月に出版された宮脇俊三の処女作である旅行記『時刻表2万キロ』がきっかけであった。『時刻表2万キロ』は刊行翌月に『サンデー毎日』8月13日号に紹介されるなど、広くマスコミで取り上げられた。『サンデー毎日』は同年11月26日号で「国鉄2万キロのロマン 全線走破 オレたちもやった」と題する他の国鉄完乗者を紹介する記事を掲載している。『時刻表2万キロ』に触発されるかたちで国鉄は1980年（昭和55年）から、独自ルールに基づいて完乗者を認定・表彰する「いい旅チャレンジ20,000km」キャンペーンを開始し、国鉄分割民営化を挟んだ1990年（平成2年）まで続けられた。このキャンペーンによる完乗（キャンペーンでは「完全踏破」と表現）達成者は10年間で1.500人以上にのぼり、キャンペーン開始前と比較して大きく増加した。また、『時刻表名探偵』では「一人もいない」とされた女性の完乗者も、キャンペーンで誕生している。
2003年10月19日に横浜市の会社員杉原巨久（すぎはら たかひさ）が、日本の全路線の完乗と共に、JR・私鉄の全駅下車を成し遂げた。
2005年11月3日には俳優の関口知宏が『列島縦断 鉄道乗りつくしの旅〜JR20000km全線走破〜』というテレビ番組でJR路線全線の完乗を果たした。
JRの場合、完乗を達成する者は男性が多く、女性の全線完乗は珍しいとされる。

### 日本の鉄道路線の完乗者として知られる著名人
- 石田穣一[24] - 1977年1月22日、角館線松葉駅にて国鉄全線完乗達成。
- 宮脇俊三 - 1977年5月28日、足尾線にて国鉄全線完乗達成。
- 種村直樹 - 1979年8月30日、盛線盛駅にて国鉄全線完乗達成[25]。1983年3月27日、加悦鉄道加悦駅にて民鉄全線完乗達成[26]。自著により「完乗」の語を多用した。
- 横見浩彦 - 1987年1月2日、可部線三段峡駅にて国鉄全線完乗達成。
- 宮村一夫 - 1988年12月21日、ガーラ湯沢駅にてJR全線完乗達成。2009年10月17日、若桜鉄道若桜線にて私鉄全線完乗達成[27]。
- 関口知宏 - 2005年11月3日、根室駅にてJR全線完乗達成。
- 藻谷浩介[28] - 2007年[29]、国内全線完乗達成。
- 木村裕子 - 2013年7月27日、稚内駅にてJR全線完乗達成[30]。2015年11月29日、平成筑豊鉄道赤駅にて国内全線完乗達成[31]。
- 伊藤桃 - 2016年1月10日、久留里線上総亀山駅にてJR全線完乗達成[32]。

## イタリアの鉄道路線の完乗
イタリアの鉄道路線ではイタリアFS（フェッロヴィーエ・デッロ・スタート）の全線1万5,000kmの完全乗車が知られている。
イタリアの鉄道路線の完乗の場合、次のような難しい点があるとされている。
- ストライキ回数の多さ[33]
- 列車の遅延や鉄道ダイヤの不正確さ[33]
- 中近距離路線の運行本数の少なさ[33]
- ストライキや列車の遅延などに関する情報の不足[33]